# 小岩井浄
小岩井 浄（こいわい きよし、1897年〈明治30年〉6月9日 ‐ 1959年〈昭和34年〉2月19日）は、日本の社会運動家、教育者、弁護士、政治家。愛知大学第3代学長。

## 来歴・人物
長野県東筑摩郡島立村（現在の松本市）の農家で自由民権運動家（普選運動家）の小岩井宗十の長男として生まれる。1915年旧制松本中学校（現在の長野県松本深志高等学校）を本荘太一郎校長との衝突を理由に中退、その後旧制諏訪中学校（現在の長野県諏訪清陵高等学校）に入学する。第一高等学校を経て、1922年東京帝国大学法学部政治学科を卒業。在学当時は東大新人会で活躍し，風早八十二、細迫兼光らと親交する。卒業後、大阪で労農弁護士として多くの争議を担当する中で、大衆との連帯の重要性を知り、1922年に日本共産党入党。1923年の第一次共産党事件では共産党大阪支部長として検挙される。
1926年の労働農民党結成に関与し、1927年には自身も労農党に加わるが、福本イズムには批判的であった。1928年、第16回衆議院議員総選挙に愛媛県第2区から立候補したが落選。1929年、大阪市会議員に当選し、同年新労農党を結成した。1930年、新労農党解消運動に加わり、大阪府会議員に当選する。1931年に日本赤色救援会大阪地方委員長として再び検挙される。1935年、加藤勘十らと『労働雑誌』を創刊。労働戦線の統一と人民戦線運動に尽力し、その後も人民戦線を模索するが、1937年の検挙で転向して上海にわたり、上海経済研究所の副所長、東亜同文書院教授となる。
終戦後、本間喜一と愛知大学設立に携わり、教授、学長・理事長を歴任した。1959年、膵臓癌のため豊橋市の病院で死去、享年62。

## 著書
- 『冬を凌ぐ』 （1935年 ナウカ社）
- （翻訳）『中華人民共和国憲法』（1957年 有斐閣